# Julie Kepp Jensen
Julie Kepp Jensen (Hvidovre, 3 de enero de 2000) es una deportista danesa que compite en natación, especialista en el estilo libre.
Ganó cuatro medallas en el Campeonato Europeo de Natación, en los años 2018 y 2024, y cuatro medallas en el Campeonato Europeo de Natación en Piscina Corta, entre los años 2017 y 2023.
Participó en dos Juegos Olímpicos de Verano, en los años 2016 y 2020, ocupando el octavo lugar en Tokio 2020, en la prueba de 4 × 100 m libre.

## Palmarés internacional
| Campeonato Europeo                  | Campeonato Europeo     | Campeonato Europeo | Campeonato Europeo |
| Año                                 | Lugar                  | Medalla            | Prueba             |
| ----------------------------------- | ---------------------- | ------------------ | ------------------ |
| 2018                                | Glasgow (Reino Unido)  | Medalla de bronce  | 4 × 100 m libre    |
| 2024                                | Belgrado (Serbia)      | Medalla de plata   | 4 × 100 m libre    |
| 2024                                | Belgrado (Serbia)      | Medalla de bronce  | 50 m libre         |
| 2024                                | Belgrado (Serbia)      | Medalla de bronce  | 4 × 100 m estilos  |
| Campeonato Europeo en Piscina Corta |                        |                    |                    |
| Año                                 | Lugar                  | Medalla            | Prueba             |
| 2017                                | Copenhague (Dinamarca) | Medalla de plata   | 4 × 100 m libre    |
| 2017                                | Copenhague (Dinamarca) | Medalla de bronce  | 4 × 50 m libre     |
| 2019                                | Glasgow (Reino Unido)  | Medalla de bronce  | 4 × 50 m libre     |
| 2023                                | Otopeni (Rumania)      | Medalla de bronce  | 50 m libre         |